# 三川バスストップ
三川バスストップ（みかわバスストップ）は、新潟県東蒲原郡阿賀町の磐越自動車道上にある高速バス停留所。

## 停車路線
- 県外線
  - 会津若松 - 新潟線（若松行は乗車のみ、新潟行は降車のみ）
- 県内線
  - 新潟-津川-上川線

収支状況が悪く赤字路線となっており、運行回数の調整等による収支の改善に努めてきたが改善が図れず、継続運行は困難と判断し、2016年9月30日をもって廃止された。

## 隣
E49 磐越自動車道
(10)津川IC - 三川BS - (11)三川IC